# Quadrântidas

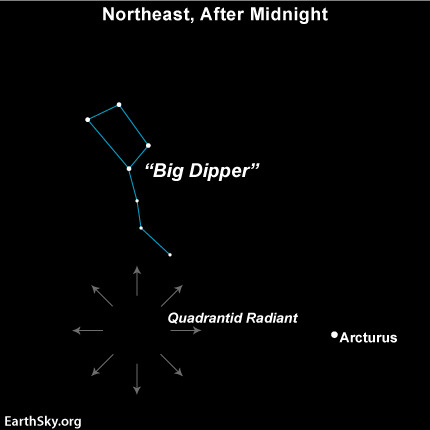
Localização do radiante das quadrântidas

As Quadrântidas      são uma chuva de meteoros cujo radiante está localizado na constelação do Boieiro.

## Observação
O fenômeno, que está associado ao cometa Mackholz, é visível anualmente no início do mês de janeiro e seu radiante se encontra numa região do céu onde se localizava uma antiga constelação da autoria de Jérôme Lalande, denominada Quadrans Muralis. 